# Código de Barker
Las secuencias o códigos Barker de tipo binario están compuestas por una sucesión de –1’s y +1’s de una longitud finita L, tal que su función de autocorrelación cumple que {\displaystyle |C[i]|=<1} para i≠0. Estas secuencias pueden ampliarse al campo complejo si cada uno de los términos de la misma es un número complejo con un módulo igual a 1. En la tabla se resumen las secuencias Barker binarias conocidas y sus correspondientes secuencias complejas (denominadas “cuaternarias” debido a que utilizan cuatro símbolos: ±1 y ±i). Por los resultados obtenidos por Turyn y Storer (1961) y citados en Golomb y Scholtz (1965), se deduce que no existen más secuencias Barker binarias de longitud impar, mientras que la existencia de secuencias Barker binarias de longitud par mayores que 4 es altamente improbable.
| k  | Secuencia Barker Binaria               | Secuencia Barker Cuaternaria           |
| -- | -------------------------------------- | -------------------------------------- |
| 1  | +1                                     | +1                                     |
| 2  | +1 +1                                  | +1 +i                                  |
| 3  | +1 +1 -1                               | +1 +i +1                               |
| 4  | +1 +1 +1 -1                            | +1 +i -1 +i                            |
| 5  | +1 +1 +1 -1 +1                         | +1 +i -1 +i +1                         |
| 7  | +1 +1 +1 -1 -1 +1 -1                   | +1 +i -1 +i -1 +i +1                   |
| 11 | +1 +1 +1 -1 -1 -1 +1 -1 -1 +1 -1       | +1 +i -1 +i -1 -i -1 +i -1 +i +1       |
| 13 | +1 +1 +1 +1 +1 -1 -1 +1 +1 -1 +1 -1 +1 | +1 +i -1 -i +1 -i +1 -i +1 -i -1 +i +1 |

La limitación en la longitud de la secuencias Barker binarias es un obstáculo para conseguir mejores relaciones S/N. La relación de amplitud entre el pico de la correlación y los lóbulos laterales es directamente proporcional a la longitud de la secuencia. Los lóbulos laterales de las secuencias Barker tienen una amplitud ±1 (esto es parte de las condiciones) y los picos principales tienen una amplitud igual a la longitud de la secuencia. La relación entre estos picos y los lóbulos laterales es proporcional a la relación S/N con la que pueden detectarse las secuencias por medio de la correlación. Al no existir secuencias de más de 13 bits, la posibilidad de trabajar con bajas relaciones S/N está limitada. Por último, es conveniente aclarar que con los códigos Barker no se pueden realizar multiemisiones, a menos que se utilicen frecuencias diferentes. Estas secuencias se han usado ampliamente en sistemas de radar y sonar, tanto en espacios externos como en espacios internos.

## Aplicaciones
- Comunicaciones
- Robótica ([Audenaert, 1992] [Ureña, 1998])
- Sistemas Radar/Sonar
- Sistemas de detección ferroviarios ([Ureña, 2001])